# Figulus manillarum
Figulus manillarum es una especie de coleóptero de la familia Lucanidae.

## Distribución geográfica
Habita en Palawan, Luzon, Mindanao, Mindoro en Filipinas.